# ジュマベク・イブライモフ
ジュマベク・イブライモフ（1944年1月1日 - 1999年4月4日）は、キルギス共和国の政治家。首相。

## 経歴
チュイ州ケミンスキー地区ジャヌィ・アルィシュ村出身。中学校卒業後、フルンゼ農業機械エンジン修理工場で働く。1963年、フルンゼ工科大学に入学。1964年～1967年、ソ連空挺軍に勤務。除隊後、大学で勉強を続けた。
1972年の大学卒業後、同大学の大学院生、機械製造工学講座の講師。1976年2月～12月、モスクワ工作機材製造大学で研修を受けた後、フルンゼ名称農業機械製造工場の技師、技術局長として働く。1977年1月、「オルグテフニク」工場のルィバチン支社に移り、設計士から企業長までを歴任した。
1985年3月、ルィバチン市人民監督委員会議長となり、その後、同市の党委員会第一書記に選出。1988年11月、キルギス共産党中央委員会組織・党業務課第一副主任に任命。1990年、ソ連最高会議代議員に選出。
1991年、党チュイ州委員会第二書記、キルギス共産党第15回大会準備組織委員会議長に選出。同年11月、ソ連最高会議安全保障・国防委員会副議長となり、後に株式会社「ジャナル」社長に任命。
1993年1月、ビシュケク市国家行政府長官（市長）に任命。1995年1月、大統領附属国家書記、1996年3月、大統領顧問兼駐ジョゴルク・ケネシュ人民代表者院大統領全権代表。1990年代、ジョゴルク・ケネシュに2度選出された。1997年12月、国有財産財団総裁（大臣級）に任命。
1998年12月から首相。1999年2月、モスクワの病院に入院し、3月31日にビシュケクに戻った。帰国直後に病状が悪化し、4月4日、脳溢血により死去した。

## パーソナル
キルギス共和国名誉賞状を授与された。